# Theodor Hänsch
Theodor Wolfgang Hänsch (Heidelberg, 30 ottobre 1941) è un fisico tedesco.
Nel 2005 lui e John Hall hanno vinto il Premio Nobel per la fisica per i loro contributi allo sviluppo della spettroscopia di precisione basata sull'utilizzo del laser.
Dopo aver conseguito il dottorato ad Heidelberg fra il 1975 ed il 1986 è stato professore all'Università di Stanford. Successivamente è rientrato in Germania all'Istituto Max Planck. Nel 1989 ha ricevuto il premio Leibniz dalla Deutsche Forschungsgemeinschaft (un'organizzazione per la ricerca), la più alta onorificenza tedesca per un ricercatore.
Hänsch è il direttore del Max-Planck-Institut für Quantenoptik (ottica quantistica) a Garching bei München e professore di fisica sperimentale e spettroscopia laser all'Ludwig-Maximilians-Universität di Monaco. È Professore Emerito presso l'Università degli Studi di Firenze.
Uno dei suoi studenti, Carl Wieman, ha ricevuto il Premio Nobel nel 2001.

## Il Premio Nobel
Nel 1970 ha inventato un nuovo tipo di laser che genera impulsi luminosi con un'elevata risoluzione spettrale (cioè tutti i fotoni hanno circa la stessa energia con una precisione di una parte per milione). Con questo strumento è riuscito a misurare la frequenza di transizione della linea di Balmer dell'atomo di idrogeno. Verso la fine degli anni novanta lui ed i suoi collaboratori svilupparono un nuovo metodo per misurare la frequenza della luce laser. Questo fu usato per misurare la serie di Lyman dell'atomo di idrogeno con una precisione di una parte su 1014. Con una precisione del genere è diventato possibile cercare variazioni nelle costanti fisiche dell'universo nel corso del tempo.
Per tutto ciò il 4 ottobre 2005 gli è stato assegnato il Premio Nobel.

## Riconoscimenti
- James Joyce Award (2009)
- Carl Friedrich von Siemens Prize (2006)
- Rudolf Diesel Gold Medal (2006)
- Ioannes Marcus Marci Medal (2006)
- Bambi Award (2005)
- Otto Hahn Prize (2005)
- I. I. Rabi Award (2005)
- Nobel Prize in Physics (2005)
- Frederic Ives Medal (2005)[2]
- Medaglia Matteucci dell'Accademia nazionale dei XL (2001)
- SUNAMCO Medal (2001)
- Philip Morris Research Prize (1998, 2000)
- Arthur L. Schawlow Award (2000)
- Stern-Gerlach Medal (2000)
- Arthur L. Schawlow Prize (1996)
- Einstein Prize for Laser Science (1995)
- King Faisal International Prize 1989)
- Gottfried Wilhelm Leibniz Prize(1989)
- Italgas Prize for Research and Innovation (1987)
- Medaglia Michelson (1986)
- William F. Meggers Award (1985)
- Herbert P. Broida Prize (1983)
- Premio Comstock per la fisica[3] (1983)
- premio Otto-Klung (1980)